# 聖坂

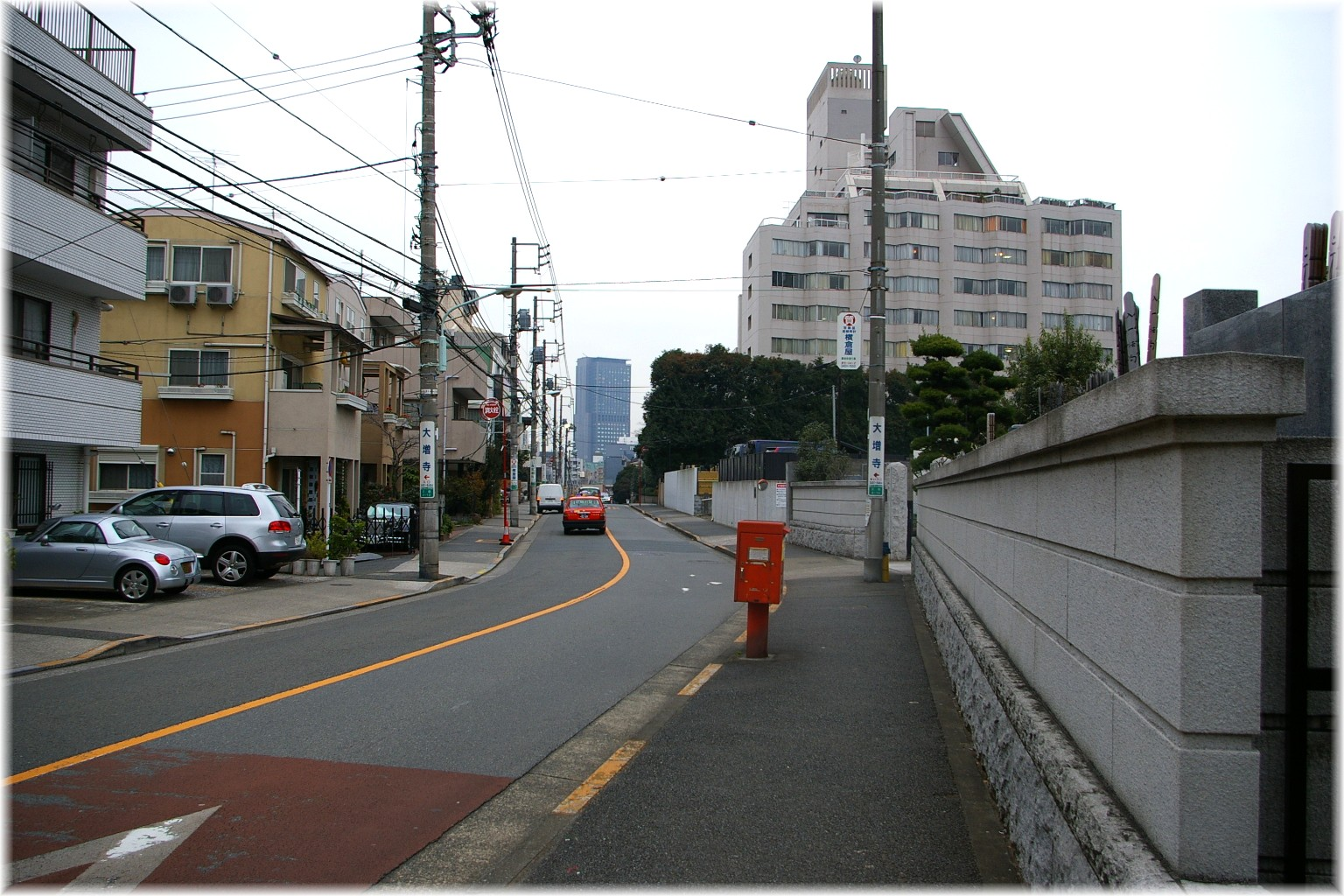
坂上より

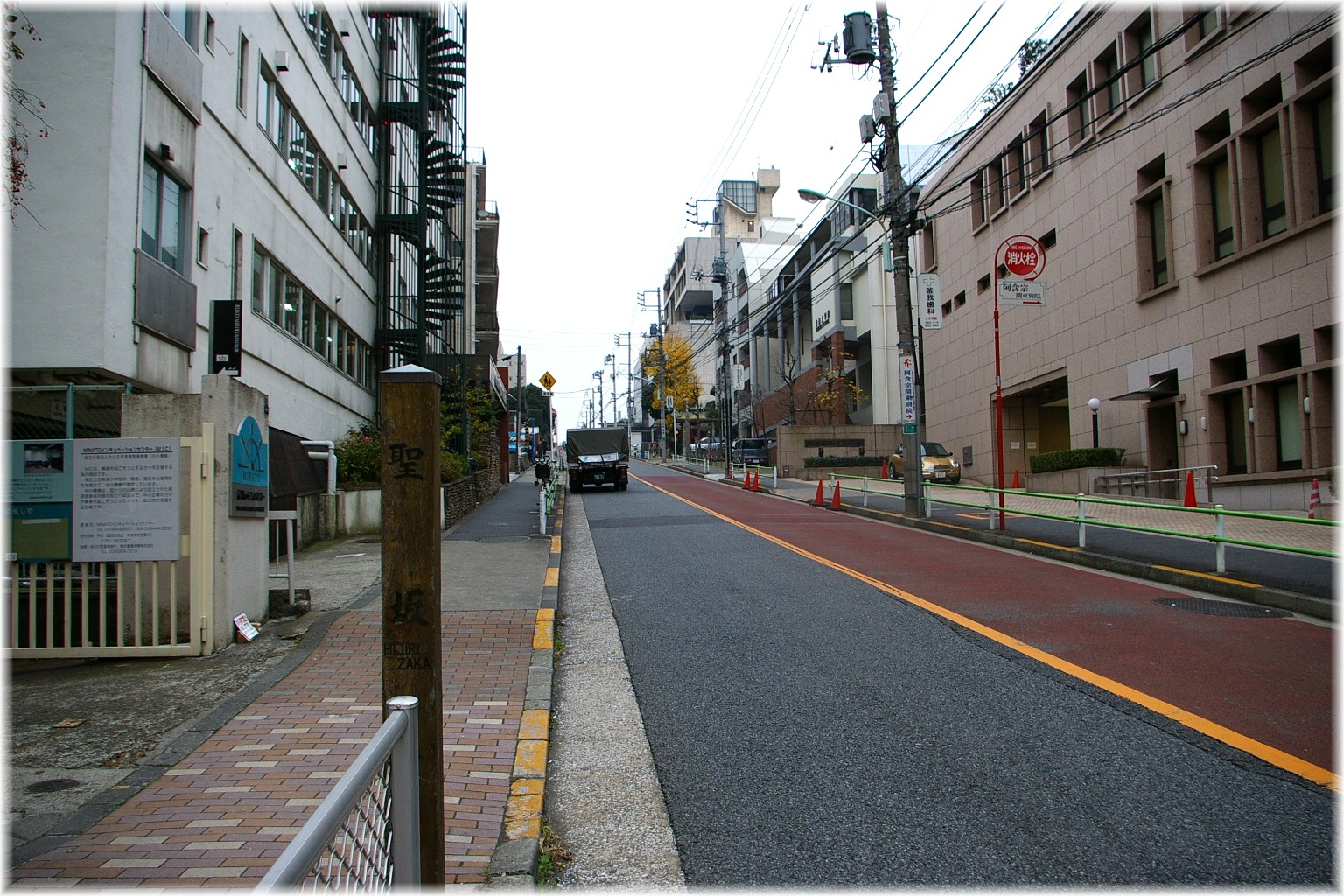
坂下より

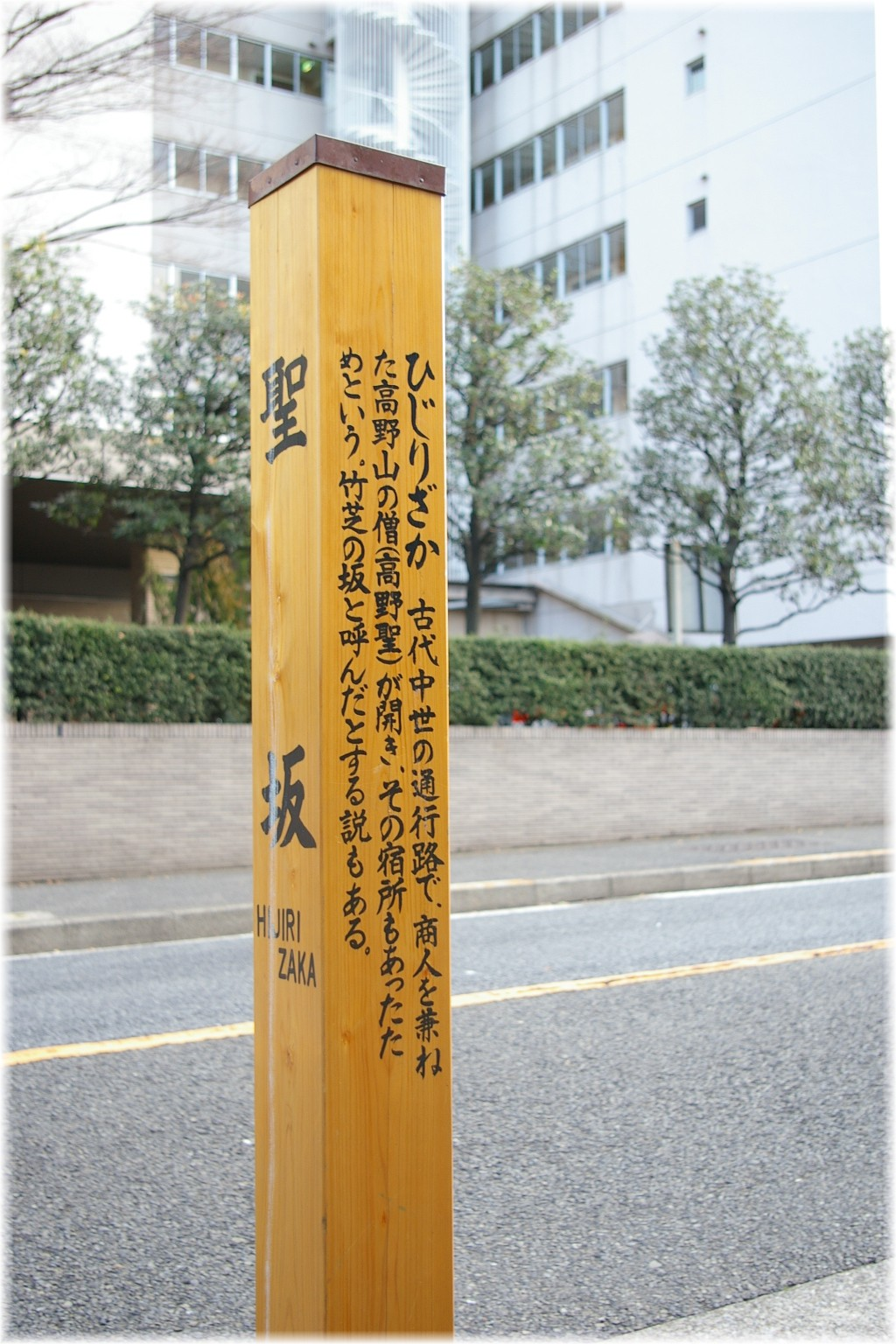
道標

　聖坂（ひじりざか）は東京都港区三田四丁目にある坂。田町側から上ると内陸側に、三田中学校、クウェート大使館、阿含宗関東別院が存在し、同方角から潮見坂、幽霊坂から注ぎ込む形で交差し、海側に済海寺、亀塚公園、御田八幡神社が存在する。そのまま進むと伊皿子坂と魚籃坂からなる道路と交差して二本榎通りと名称を変える。

## 名称の由来
高野聖が開いた古代中世の通行路で、その宿所も同所に存在したためこの名称が付けられたとされる。「竹芝の坂」もしくは「竹芝坂」とも呼ばれた。

## 歴史
本道は古奥州街道にあたり、江戸が開府して東海道が開かれるまで、東国と西国を結ぶ主要道路であった。江戸時代まで坂は斜面ではなく緩やかな階段状を成していた。この階段の存在は『江戸名所図会』によっても確認することが可能である。

## 施設
- 蓮乗寺 - 若山富三郎・勝新太郎兄弟墓所
- 済海寺
- 明円寺（現在中野区にある萬昌院功運寺の元塔頭）
- 大増寺
- 亀塚公園
- 亀塚稲荷神社
- 阿含宗
- クウェート大使館
- 普連土学園
- 港区立三田中学校
- 高橋是清が養子に出される予定であった和菓子屋があったという

## 関連事項
- 更級日記
- 竹芝物語

座標: 北緯35度38分48秒 東経139度44分35秒 / 北緯35.64667度 東経139.74306度